# Martinik
Martinik (francosko Martinique) je otok v Malih Antilih v vzhodnem Karibskem morju s skupno površino 1128 km². Spada pod Francijo in je njen prekomorski departma ter hkrati regija. Kot del Francije spada tudi pod Evropsko unijo.